# Vicieuse et manuelle
Pour plus de détails, voir Fiche technique et Distribution.
Vicieuse et manuelle, ou alternativement Vicieuse Emmanuelle (Velluto nero), est un drame érotique italien réalisé par Brunello Rondi et sorti en 1976.
C'est la rencontre entre Laura Gemser, protagoniste de la série Black Emanuelle (Emanuelle nera), et Annie Belle, tout juste sortie du succès de Laure.

## Synopsis
Crystal est une femme divorcée qui vit avec sa fille Magda dans une grande villa. Là, arrivent le mannequin Emanuelle avec son mari et le photographe Carlo en compagnie de Laure, l'autre petite fille de Crystal. Le groupe est également rejoint par Antonio, un hippie entretenu par Crystal.
L'arrivée de Laure apporte un vent de fraîcheur avec son comportement provocateur et anticonformiste, et bouleverse la vie de Crystal : d'abord, elle libère Emanuelle des attentions pressantes de Carlo, qui la traitait comme une esclave, et d'Antonio, qui l'avait hypnotisée. Puis elle rivalise avec sa mère jusqu'à la convaincre des mensonges d'Antonio, qui avait menacé de se suicider pour lui faire du chantage.

## Fiche technique
- Titre original italien : Velluto nero[1]
- Titre français : Vicieuse et manuelle ou Vicieuse Emmanuelle[2]
- Réalisateur : Brunello Rondi
- Scénario : Ferdinando Baldi
- Photographie : Gastone Di Giovanni
- Montage : Bruno Mattei
- Musique : Alberto Baldan Bembo (it)
- Costumes : Walter Patriarca (it)
- Maquillage : Alfredo Tiberi
- Production : Alfredo Bini
- Sociétés de production : Rekord Films
- Pays de production :  Italie
- Langue originale : italien
- Format : Couleur par Telecolor - 2,35:1 - Son mono - 35 mm
- Durée : 95 minutes
- Genre : Drame érotique
- Dates de sortie :
  - Italie : 6 août 1976
  - France : 7 juin 1978

## Distribution
- Laura Gemser : Emanuelle (version italienne) / Laura (version française)
- Annie Belle : Laure (version italienne) / Pina (version française)
- Gabriele Tinti : Carlo
- Al Cliver : Antonio (version italienne) / Horatio (version française)
- Zigi Zanger : Magda
- Nieves Navarro (sous le nom de « Susan Scott ») : Crystal
- Fiodor Chaliapine fils : Al Burns
- Tarik Ali : Ali

## Production
Dans l'édition italienne, le personnage joué par Gemser s'appelle Emanuelle, un nom choisi pour surfer sur le succès de Black Emanuelle, sorti l'année précédente. En fait, il n'y a aucun lien entre les deux films (Black Emanuelle est une photojournaliste, la protagoniste de ce film est un mannequin) et dans la version française du film, son personnage s'appelle Laura.
La Possédée du vice (Black Emanuelle - Orient Reportage), le deuxième chapitre de la saga tournée par Joe D'Amato à la même époque, devait initialement s'intituler Velluto nero, avant que ce titre ne soit préempté par ce film-ci.